# Arno Nickel
Arno Nickel (né le 15 février 1952) est un joueur d'échecs allemand, grand maître du jeu par correspondance. En 2005, il gagne deux parties et obtient une nulle, par correspondance, contre l'ordinateur Hydra, qui est le plus puissant ordinateur d'échecs de l'époque.